# Lista över fornlämningar i Sundsvalls kommun (Indal)
Lista över fornlämningar i Sundsvalls kommun (Indal) är en förteckning av ett urval av de fornlämningar som finns i Indal i Sundsvalls kommun.
| Namn        | Lämningstyp    | Tillkomsttid | Historisk indelning | Plats | Läge                 | ID-nr          | Bild                                      |
| ----------- | -------------- | ------------ | ------------------- | ----- | -------------------- | -------------- | ----------------------------------------- |
| Indal 1:1   | Stenkammargrav |              | Indal, Medelpad     |       | 62.524806, 17.228092 | 10247300010001 | Ladda upp en till bild av detta fornminne |
| Indal 5:1   | Stensättning   |              | Indal, Medelpad     |       | 62.541401, 17.189694 | 10247300050001 | Ladda upp en bild av detta fornminne      |
| Indal 5:2   | Stensättning   |              | Indal, Medelpad     |       | 62.541319, 17.189537 | 10247300050002 | Ladda upp en bild av detta fornminne      |
| Indal 5:3   | Stensättning   |              | Indal, Medelpad     |       | 62.541423, 17.189190 | 10247300050003 | Ladda upp en bild av detta fornminne      |
| Indal 10:1  | Hög            |              | Indal, Medelpad     |       | 62.549933, 17.148298 | 10247300100001 | Ladda upp en bild av detta fornminne      |
| Indal 14:1  | Gravfält       |              | Indal, Medelpad     |       | 62.553963, 17.144639 | 10247300140001 | Ladda upp en bild av detta fornminne      |
| Indal 16:1  | Hög            |              | Indal, Medelpad     |       | 62.555483, 17.135941 | 10247300160001 | Ladda upp en bild av detta fornminne      |
| Indal 16:2  | Hög            |              | Indal, Medelpad     |       | 62.555604, 17.135995 | 10247300160002 | Ladda upp en bild av detta fornminne      |
| Indal 16:3  | Hög            |              | Indal, Medelpad     |       | 62.555568, 17.135748 | 10247300160003 | Ladda upp en bild av detta fornminne      |
| Indal 16:4  | Hög            |              | Indal, Medelpad     |       | 62.555616, 17.135479 | 10247300160004 | Ladda upp en bild av detta fornminne      |
| Indal 17:1  | Hög            |              | Indal, Medelpad     |       | 62.557964, 17.130987 | 10247300170001 | Ladda upp en bild av detta fornminne      |
| Indal 21:1  | Hög            |              | Indal, Medelpad     |       | 62.562596, 17.115714 | 10247300210001 | Ladda upp en bild av detta fornminne      |
| Indal 21:2  | Hög            |              | Indal, Medelpad     |       | 62.562702, 17.115427 | 10247300210002 | Ladda upp en bild av detta fornminne      |
| Indal 22:1  | Hög            |              | Indal, Medelpad     |       | 62.572534, 17.092652 | 10247300220001 | Ladda upp en bild av detta fornminne      |
| Indal 23:1  | Hög            |              | Indal, Medelpad     |       | 62.572897, 17.091990 | 10247300230001 | Ladda upp en bild av detta fornminne      |
| Indal 25:1  | Hög            |              | Indal, Medelpad     |       | 62.574407, 17.091269 | 10247300250001 | Ladda upp en bild av detta fornminne      |
| Indal 25:2  | Hög            |              | Indal, Medelpad     |       | 62.574555, 17.091193 | 10247300250002 | Ladda upp en bild av detta fornminne      |
| Indal 25:3  | Hög            |              | Indal, Medelpad     |       | 62.574587, 17.091471 | 10247300250003 | Ladda upp en bild av detta fornminne      |
| Indal 26:1  | Hög            |              | Indal, Medelpad     |       | 62.576172, 17.086669 | 10247300260001 | Ladda upp en bild av detta fornminne      |
| Indal 27:1  | Hög            |              | Indal, Medelpad     |       | 62.576013, 17.091334 | 10247300270001 | Ladda upp en bild av detta fornminne      |
| Indal 30:1  | Hög            |              | Indal, Medelpad     |       | 62.553754, 17.143712 | 10247300300001 | Ladda upp en bild av detta fornminne      |
| Indal 30:2  | Hög            |              | Indal, Medelpad     |       | 62.553861, 17.143442 | 10247300300002 | Ladda upp en bild av detta fornminne      |
| Indal 35:1  | Hög            |              | Indal, Medelpad     |       | 62.580612, 17.078665 | 10247300350001 | Ladda upp en bild av detta fornminne      |
| Indal 36:1  | Hög            |              | Indal, Medelpad     |       | 62.578358, 17.081911 | 10247300360001 | Ladda upp en bild av detta fornminne      |
| Indal 39:1  | Hög            |              | Indal, Medelpad     |       | 62.583503, 17.077438 | 10247300390001 | Ladda upp en bild av detta fornminne      |
| Indal 39:2  | Hög            |              | Indal, Medelpad     |       | 62.583384, 17.077251 | 10247300390002 | Ladda upp en bild av detta fornminne      |
| Indal 42:1  | Hög            |              | Indal, Medelpad     |       | 62.584850, 17.075725 | 10247300420001 | Ladda upp en bild av detta fornminne      |
| Indal 43:1  | Hög            |              | Indal, Medelpad     |       | 62.584494, 17.076380 | 10247300430001 | Ladda upp en bild av detta fornminne      |
| Indal 262:1 | Minnesmärke    |              | Indal, Medelpad     |       | 62.581021, 16.813527 | 10247302620001 | Ladda upp en bild av detta fornminne      |